# Werelderfgoed in Togo
Tot het UNESCO werelderfgoed in Togo behoort een werelderfgoed. Deze werd in 2004 ingeschreven.

## Werelderfgoederen

### Actuele Werelderfgoederen
Deze lijst toont de werelderfgoederen in Togo in chronologische volgorde (C – Cultuurerfgoed; N – Natuurerfgoed).
| Naam                                     | Jaar | Soort | Beschrijving | Afbeelding |
| ---------------------------------------- | ---- | ----- | ------------ | ---------- |
| Koutammakou, het land van de Batammariba | 2004 | C     |              |            |

### Als Werelderfgoed genomineerde objecten
Op de voorlopige lijst van de UNESCO worden objecten ingeschreven die naar het inzicht van de betreffende regering potentieel voor de erkenning als werelderfgoed in aanmerking komen. Dit zegt niets over een eventuele daadwerkelijke succesvolle inschrijving op de lijst. Tegenwoordig (2022) zijn op de voorlopige lijst vier objecten uit Togo ingeschreven.
| Naam                                                         | Jaar | Soort | Beschrijving | Afbeelding |
| ------------------------------------------------------------ | ---- | ----- | ------------ | ---------- |
| Agglomeratie Aného-Glidji                                    | 2021 | C     |              |            |
| Graanschuren in de grotten van Nôk, Mamproug, Kouba en Bagou | 2021 | C     |              |            |
| Oude sites van ijzermetallurgie in Bassar                    | 2021 | C     |              |            |
| Nationaal park Fazao-Malfakassa                              | 2021 | N     |              |            |

## Objecten voorheen op de Kandidatenlijst
Deze objecten werden van de voorlopige lijst verwijderd en door nieuwe vervangen.
| Naam                                               | Jaar        | Soort | Beschrijving | Afbeelding |
| -------------------------------------------------- | ----------- | ----- | ------------ | ---------- |
| Muur van Notsé                                     | 1987 - 1987 | C     |              |            |
| Gouverneurspaleis                                  | 2002 - 2021 | C     |              |            |
| Woold Homé                                         | 2002 - 2021 | C     |              |            |
| Wildreservaat Alédjo                               | 2002 - 2021 | C/N   |              |            |
| Nationaal park Kéran en wildreservaat Oti-Mandouri | 2002 - 2021 | N     |              |            |